# 캡틴 파일럿
캡틴 파일럿(中國機長, 중국기장, The Captain)은 중국에서 제작된 류웨이창 감독의 2019년 드라마 영화이다. 12세 관람가이며, 장한위 등이 주연으로 출연하였다.

## 기본 정보

### 소개
영화 '캡틴 파일럿'은 그리운 가족과 연인을 만나기 위해 치열한 삶을 위해, 그리고 새로운 시작을 위해 티베트로 향하는 비행기에 몸을 실은 119명의 승객들 9800미터 상공을 지나던 비행기는 강력한 난기류로 인해 당장 추락할 수도 있는 긴급한 상황에 빠지게 된다. 승객의 안전을 책임지고 무사히 집으로 돌아가기 위한 목숨을 건 9명의 승무원들은 마지막이 될 수도 있는 비행을 시작한다.

### 실화
이 영화는 실제 중국에 있는 중국민간항공청 CAAC 항공을 이용하는 승객과 승무원들에게 벌어진 사건을 기반으로 하고 있다. 지난 2018년 5월 9753m 상공에서 비행을 하고 있던 3U8633기는 유리창이 깨지는 사고로 여압을 잃고 교신마저 끊기고 만다.
그러나 이에 자신보다 승무원들의 훌륭한 응대와 대처, 그리고 항공 제어 센터의 지원으로 무사히 착륙할 수 있었던 드라마틱한 이야기를 영화로 담았다.
각 기상 센터 및 관제 센터, 그리고 기장과 끊임없이 교신하며 각기 변화하는 상황을 공유하고, 승무원들은 단 한 명의 부상자 없이 승객들을 지키기 위해 자신의 자리에서 최선을 다하는 모습들은 그것만으로도 울림을 주기에 충분하다. 나아가 이기주의가 팽배한 시대, 사명감을 갖고 행하는 행위가 얼마나 값진 것임을 보여준다.

## 출연

### 주연
- 장한위
- 구호
- 두강
- 원천

## 제작진
- 시각효과: 반곡유